# Związek Dwudziestu Jeden
Związek Dwudziestu Jeden (zwany też Związkiem Doktorów) – galicyjska organizacja spiskowa, utworzona w 1832 we Lwowie przez zamożną szlachtę i inteligencję pochodzenia szlacheckiego.
Do Związku należeli m.in.: Seweryn Goszczyński, Ignacy Kulczyński, Jan Podolecki, Ludwik Jabłonowski, Wincenty Pol, Henryk Janko, Ksawery Krasicki, Franciszek Jan Smolka, Mieczysław Weryha Darowski. Związek istniał do 1833.

## Literatura
- Ryszard Sadaj - "Kto był kim w Galicji", Kraków 1993, ISBN 83-7081-089-6
- Marian Tyrowicz, Darowski Weryha Mieczysław (1810-1889), „Polski Słownik Biograficzny”, t. 4: Chwalczewski Jerzy – Dąbrowski Ignacy, Kraków 1938, s. 441-442.